# 情報共有ライセンス
情報共有ライセンス（じょうほうきょうゆうライセンス、정보공유라이선스）とは大韓民国の情報共有連帯によるコピーレフトの結果として著作物の自由な利用範囲を定めた自由利用許可の一種である。特色として情報共有を指向することにある。

## 種類
- 許容：使用目的と改作に制限がない。
- 営利禁止：営利目的で使用することができない。改作は自由にできる。
- 改作禁止：使用目的に制限はないが、改作はできない。
- 営利禁止・改作禁止:営利目的の利用、改作ともにできない。